# Maurice Hébert
Pour les articles homonymes, voir Hébert.
Maurice Hébert (1888-1960), est un écrivain, poète et critique littéraire québécois.

## Biographie
Fils du notaire Jean-Baptiste-Célestin Hébert et de Julie-Louise Lang, Maurice Hébert naît à Québec le 21 janvier 1888. Il fait ses études secondaires au Collège de Sainte-Anne-de-la-Pocatière puis ses études de droit à l'Université Laval.
Il est officier dans les Voltigeurs de Québec de 1911 à 1913.
Fonctionnaire, il devient, en 1940, directeur général du tourisme et de la publicité. Enseignant, il donne des cours au Collège Jésus-Marie de Sillery. Parallèlement, il est poète et auteur de pièces de théâtre, journaliste (Le Canada français, L'Evénement…). En 1935, il est membre de la Société royale du Canada.
Maurice Hébert est également le petit-fils de l'homme politique Jean-Baptiste Hébert (en), le neveu du curé Nicolas-Tolentin Hébert, le cousin de l'architecte Gédéon Leblanc et le père de l'écrivaine Anne Hébert.
Il meurt le 11 avril 1960.

## Œuvre

### Poésies
- « Le Cycle de Don Juan », Proceedings and Transactions of the Royal Society of Canada, ser. 3, vol. XXXI, 1937, p. 75-83 ; vol. XXXIII, 1939, p. 155-165 ; vol. XXXVII, 1943, p. 39-44 ; vol. XXXIX, 1945, p. 89-102 ; vol. XL, 1946, p. 37-49 ; vol. XLIII, 1949, p. 39-49
- « À l'orée de l'automne », petit poème en prose, Le Terroir, vol. 3, n° 8, 1922 [lire en ligne]

### Critique littéraire
- De livres en livres, Louis Carrier et Cie, 1929[6]
- Et d’un livre à l’autre, Louis Carrier et Cie, 1932
- Les Lettres au Canada français, Albert Lévesque, 1936

### Articles
- « La littérature de langue française », Le Canada français, vol. 22, n° 1, septembre 1924, p. 76
- « Séraphin Marion. Sur les pas de nos littérateurs », Revue de l'Université d'Ottawa, vol. 3, no 4, oct.-déc. 1933, p. 514-525.
- « Un nouveau regard sur la critique littéraire et artistique au Canada français », Le Canada français, vol. 25, n° 4, 1937, p. 433-444 ; repris dans CLFC, Deuxième congrès de la langue française au Canada, Québec, 27 juin-1er juillet 1937 : mémoires, t. I, Québec, Le Soleil, 1938, p. 285-294 lire sur Google Livres
- « L'Immigration, problème angoissant », Pour survivre, vol. 8, n° 2, 1947, p. 17-23